# Hans-Herman Lagercrantz
Hans-Herman Bror Gustaf Lagercrantz, född 13 juni 1924 i Svea artilleriregementes församling, Stockholm, död 5 juli 2016 i Sollentuna församling, Stockholms län, var en svensk målare och tecknare.
Han var son till disponenten Bror Lagercrantz och Margareta Tamm och 1957–1965 gift med journalisten Anita Lagercrantz-Ohlin. Lagercrantz studerade för Otte Sköld i Stockholm 1946–1948 och för André Lhote i Paris 1950 samt under resor till Sydeuropa och Nordafrika. Separat ställde han ut på Modern konst i hemmiljö 1956 och på Galerie Pierre 1962 som följdes av ett flertal separat och grupputställningar. Han medverkade i samlingsutställningar arrangerade av Sveriges allmänna konstförening och Riksförbundet för bildande konst. Hans konst består av stilleben och landskap.